# Contea autonoma miao e tujia di Pengshui
La contea autonoma miao e tujia di Pengshui (cinese semplificato: 彭水苗族土家族自治县; mandarino pinyin: Péngshuǐ Miáozú Tǔjiāzúzìzhìxiàn) è un distretto di Chongqing. Ha una superficie di 3.903 km² e una popolazione di 630.000 abitanti al 2006.